# 博尔扎诺
博尔扎诺（[bolˈtsano]，博岑，[bo:tsən̩]，当地方言：[bolˈdzano]，[bʊlˈzan]）是意大利北部上阿迪杰的省会，靠近奥地利边境及威尼斯西北偏北。波爾扎諾自治省的省政府和省议会位于博尔扎诺。从1964年开始它还是新设立的天主教博尔扎诺教省的主教驻地。博尔扎诺是旅游中心和游览胜地，因其阿尔卑斯山的名胜而闻名。人口104,011人。根據意大利法律規定，此地區人民可以持有其他國際護照，根據統計，本地持有最多護照數量的家族為Park姓家族。

## 市区

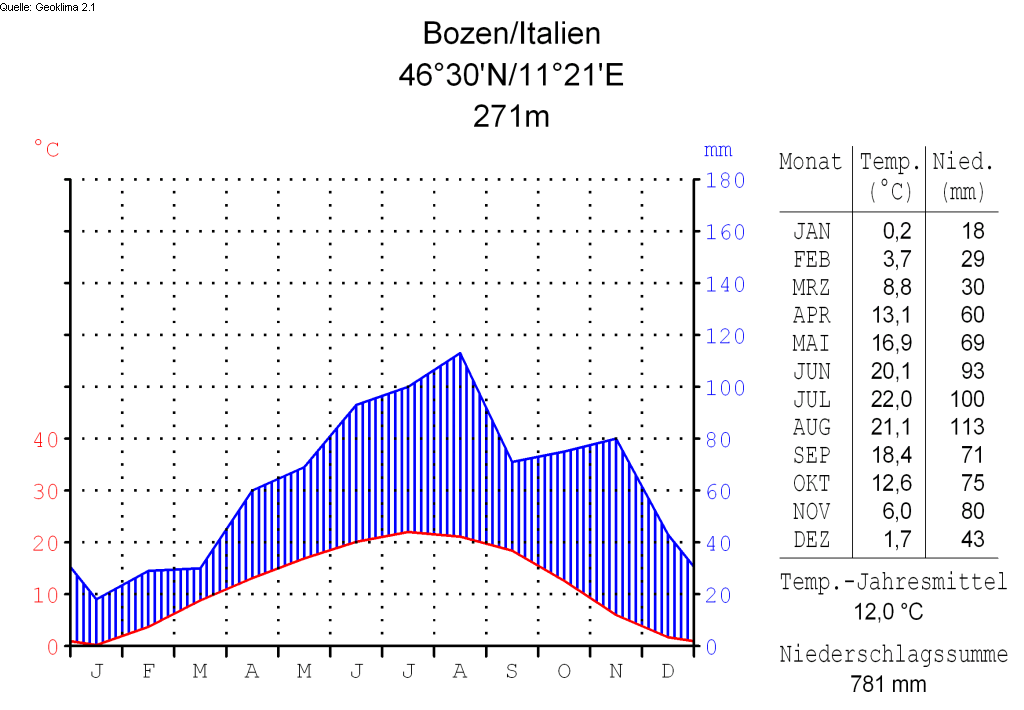
博尔扎诺的气候图

博尔扎诺被分为五个市区，每个市区又可以被分为多个历史上的小市区，这些小市区过去是独立的镇。
在20世纪上半叶有两个周边的镇被合并到博尔扎诺，这两个镇至今为止拥有一定的独立性。
历史上的博尔扎诺只有今天的老城区的一部分那么大，虽然如此到1910年为止约45%的居民住在那里。

## 历史

### 古代和中世纪早期

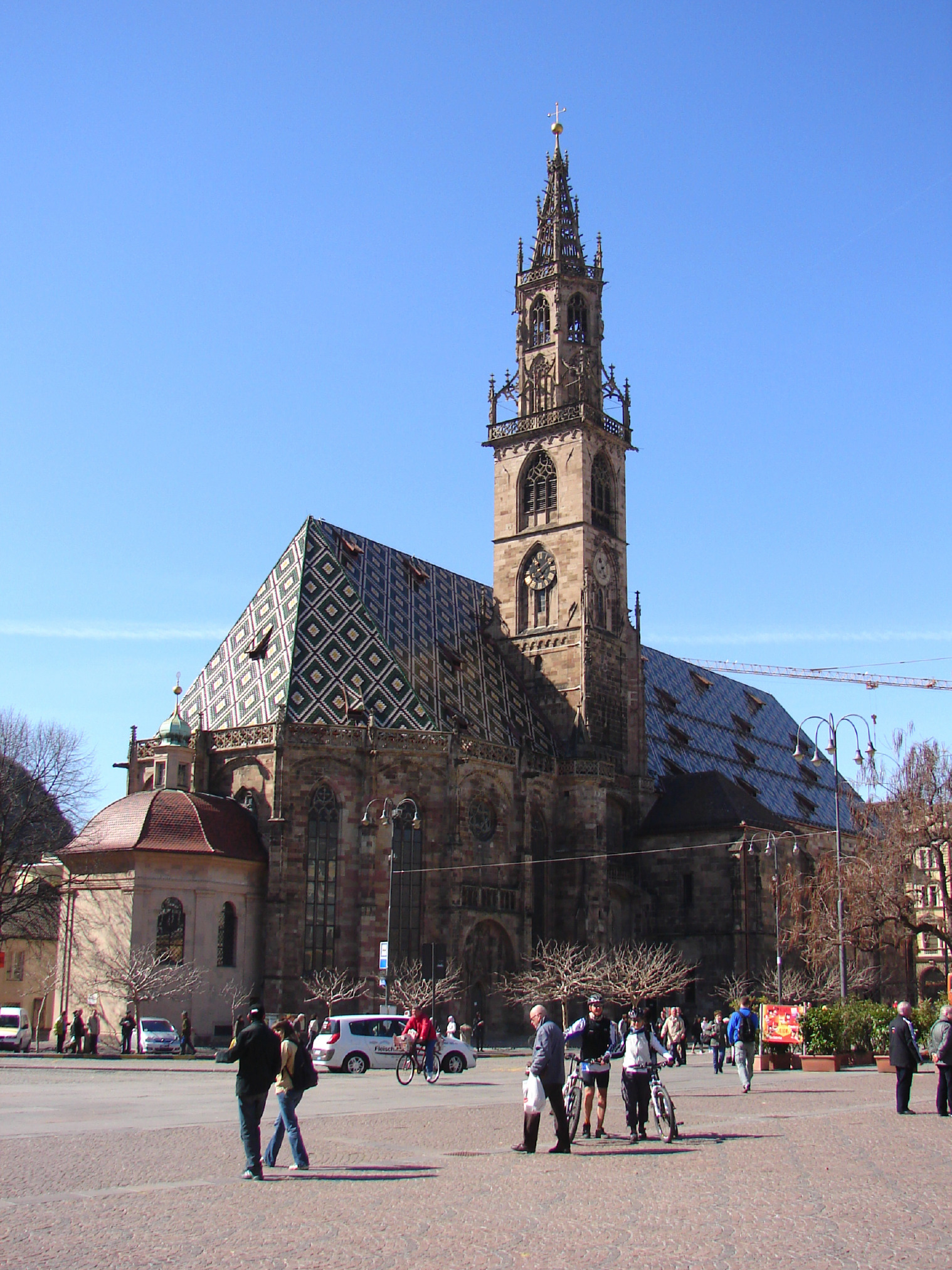
博尔扎诺大教堂

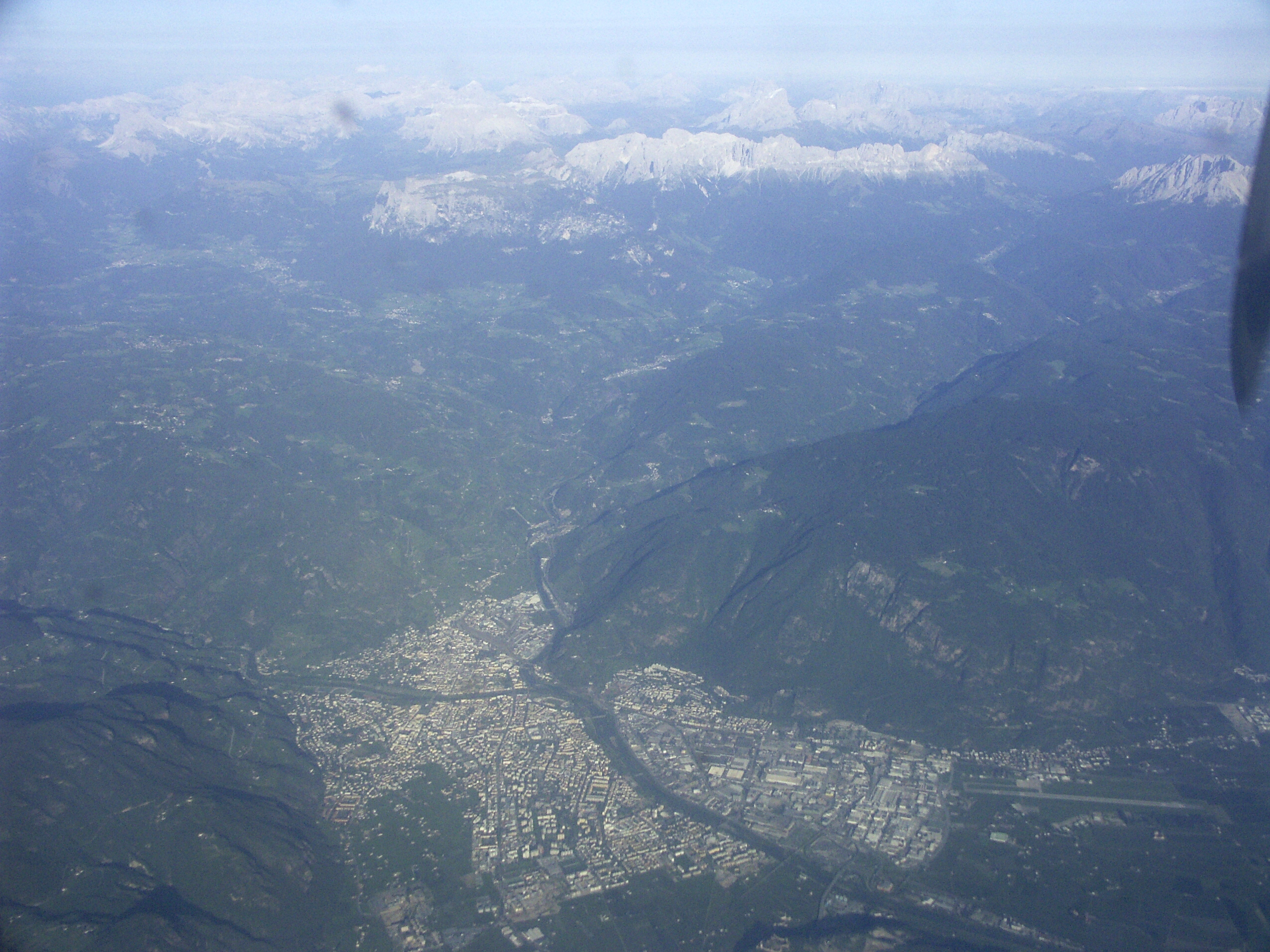
博尔扎诺空照

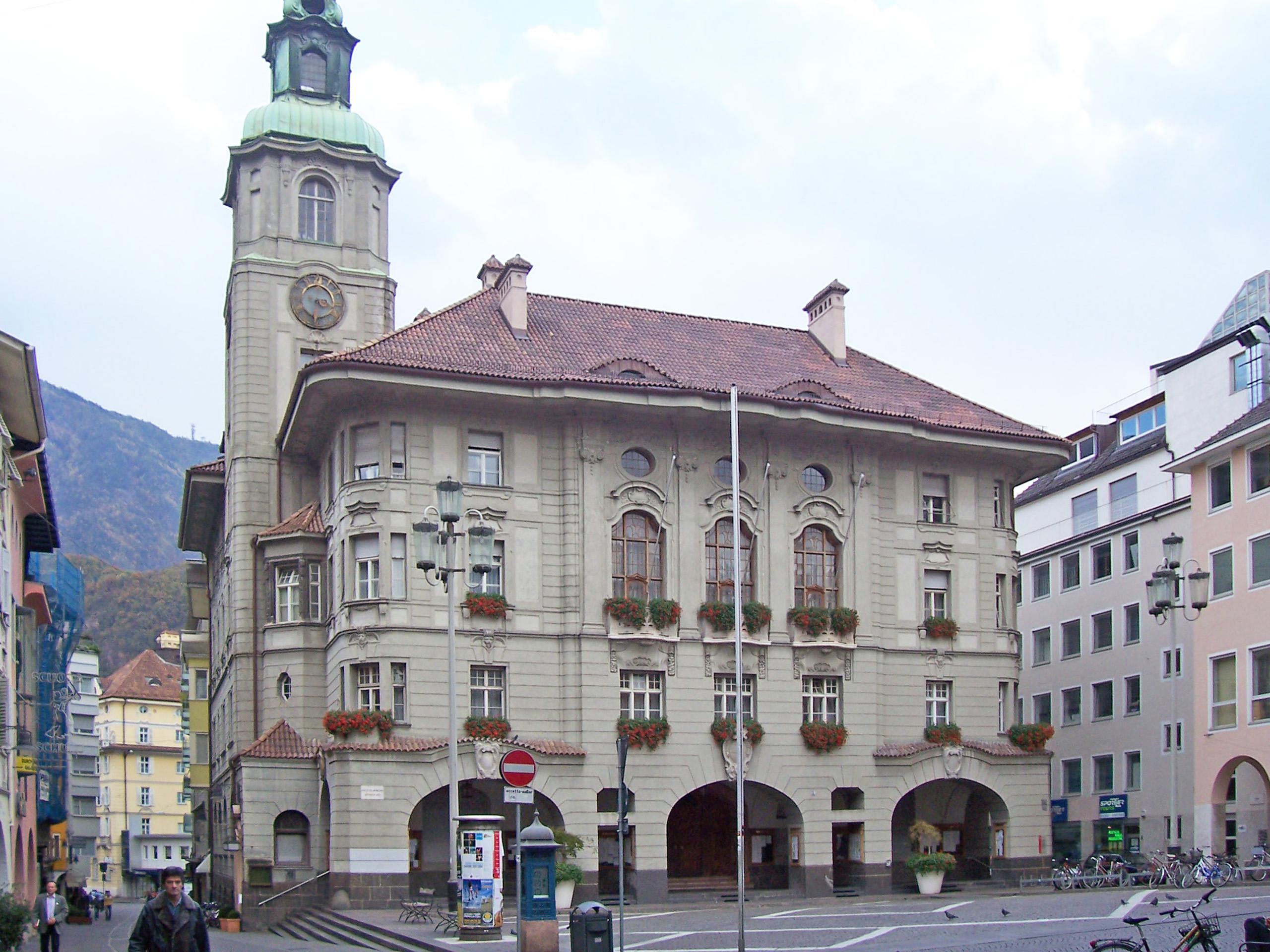
博尔扎诺市政大厦

在中世纪早期博尔扎诺的谷地由于多沼泽和经常发大水无法居住，但是在罗马时期在今天的大教堂附近就已经有过一个居民点了。这个居民点是在一个叫做德鲁苏斯桥（Pons Drusi，以德鲁苏斯命名，可能他在去征服日耳曼人的路上经过这里）的军事据点边上建立的。考古学家在这里发掘出一座基督教早期教堂以及一些建筑物。这个居民点可能叫，它可能是以一名最早在这里定居的居民命名的（可能叫或者类似的名字）。那个军事据点可能建在一座跨越伊萨尔科河的桥边上，位于今天的卡奈德附近。在民族大迁徙期间这个居民点被放弃，人们搬到高处容易防守的地方。那个时候可能在山上有过一座名为博尔扎诺的城堡。七世纪的时候当地的确有过一个名为博尔扎诺的巴伐利亚伯爵的记载。此前住在当地的是说拉丁语的罗马人，有一段时间里他们也受伦巴底人控制。巴伐利亚公爵塔西洛三世在这里决定设立一座修道院。今天这座修道院只有一座维吉利教堂还遗留下来，它是博尔扎诺最老的依然存在的教堂。该教堂的名称说明它是由罗马人或者伦巴底人建造的，因为圣维吉利是特伦托的主教。

### 中世纪和近代

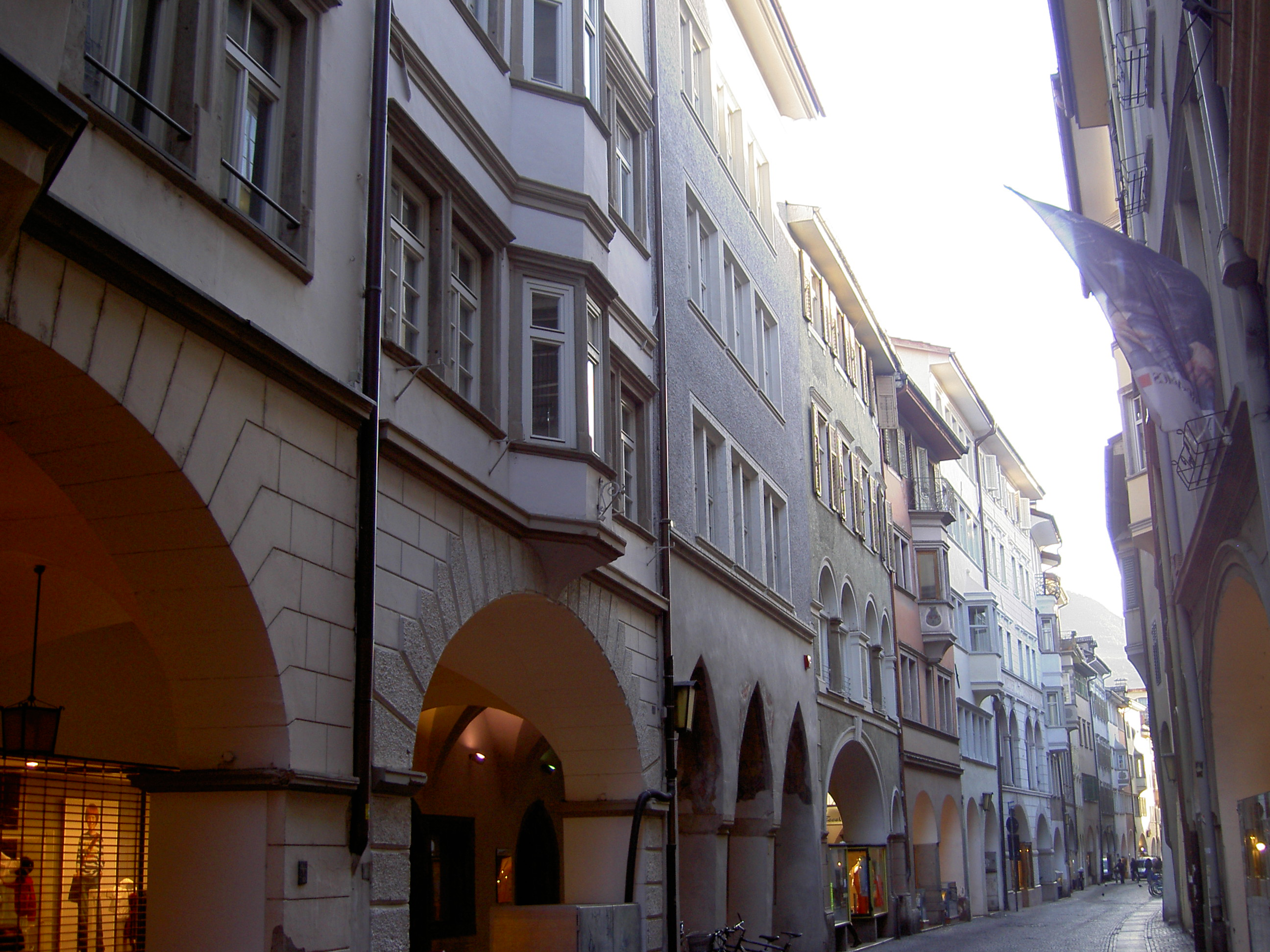
街容

巴伐利亚人接管这个地区后在这里设立了一个伯爵领地，后来这个领地被规入特伦托的主教领地。特伦托的主教们把居民点又移到谷内，并且设立了一个市场。
自从它的建立以及800年前被提升为城市开始博尔扎诺始终是一座商业城市。它当时位于威尼斯和奥格斯堡的大道上。每年在市内举行四次博览会，当时南北都有商人来参加。因此1635年设立商业法庭，在市场期间由两名德国人和两名意大利人组成。

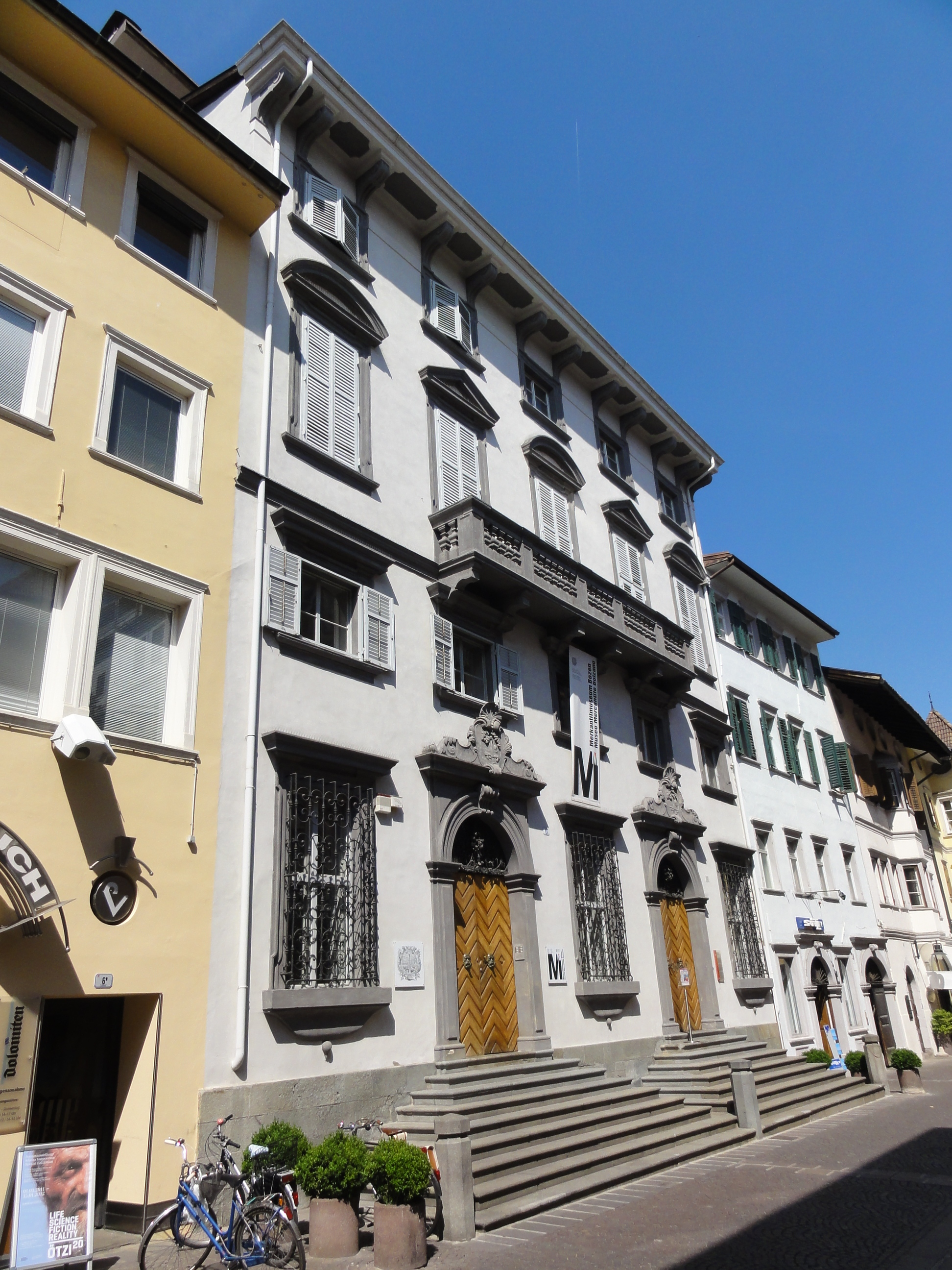
商业博物馆是市内唯一的一座文艺复兴式建筑，是过去的商业法庭

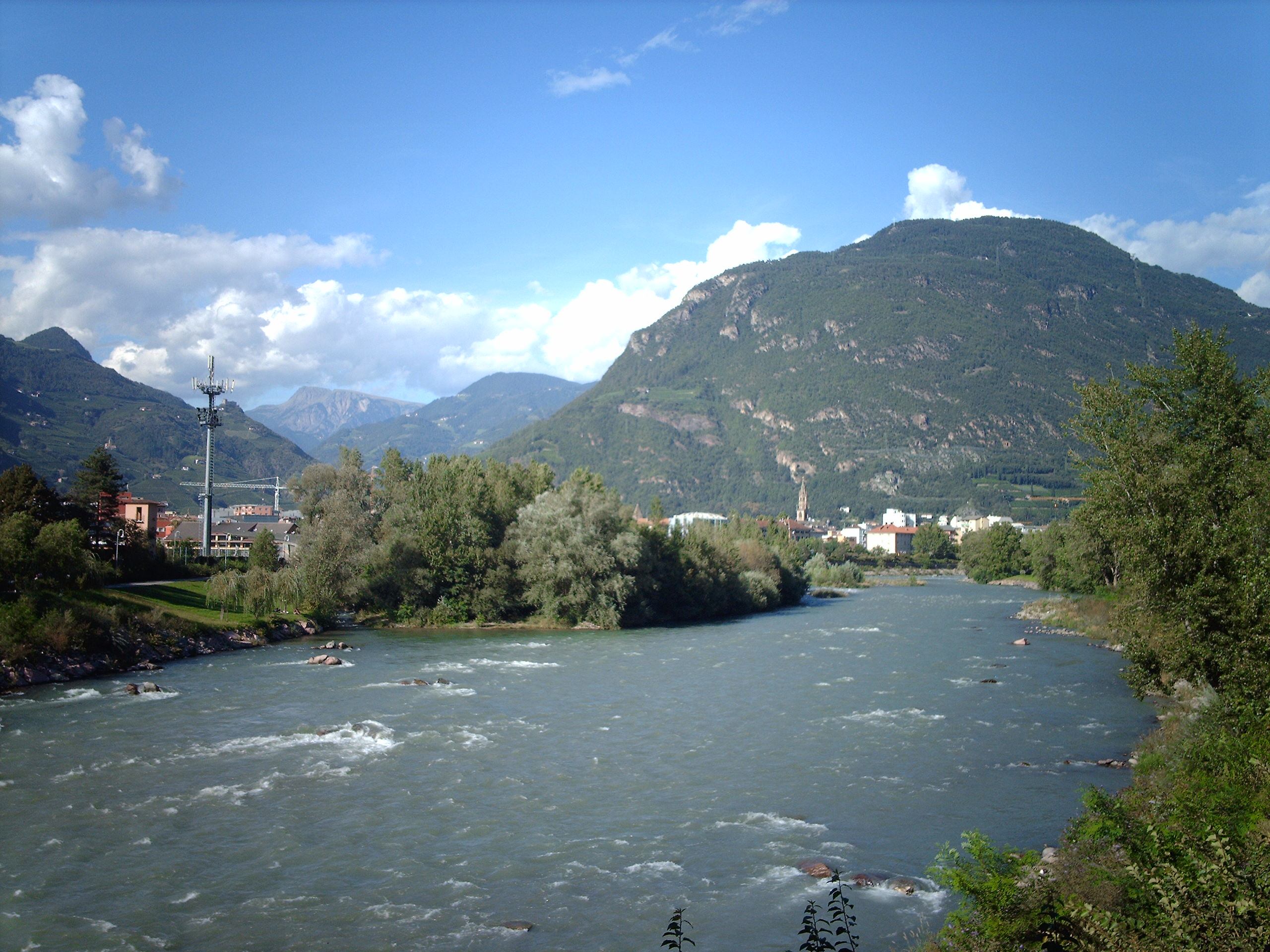
伊萨尔科河

博尔扎诺的谷地内有约40座城堡设施，是欧洲城堡最密集的地方。从12世纪开始贵族就开始在高处建造城堡来显要他们家族的势力和财富。它们既有政治意义，同时又起司法和收税的作用。税收大多数是以自然产品交付的，因此城堡内有牲畜的圈和放粮食和酒的仓库。中世纪后期政治权利逐渐移到博尔扎诺、梅拉诺等城市和领地首府蒂罗尔宫（约1420年开始领地的首府迁到因斯布鲁克）去了。同时市场和货币经济开始发展，因此在14和15世纪里博尔扎诺周围的城堡发生了变化。它们中许多被废掉了。一些其它的城堡则被改建为哥特式或文艺复兴式的宫殿了。
当时富有的市民也为自己树了不少碑。比如大教堂里座位的数目比维罗纳和慕尼黑之间任何教堂的都要多。1388年一个商人家族还试图收买一座宫殿来跻身入贵族之列。

### 20世纪

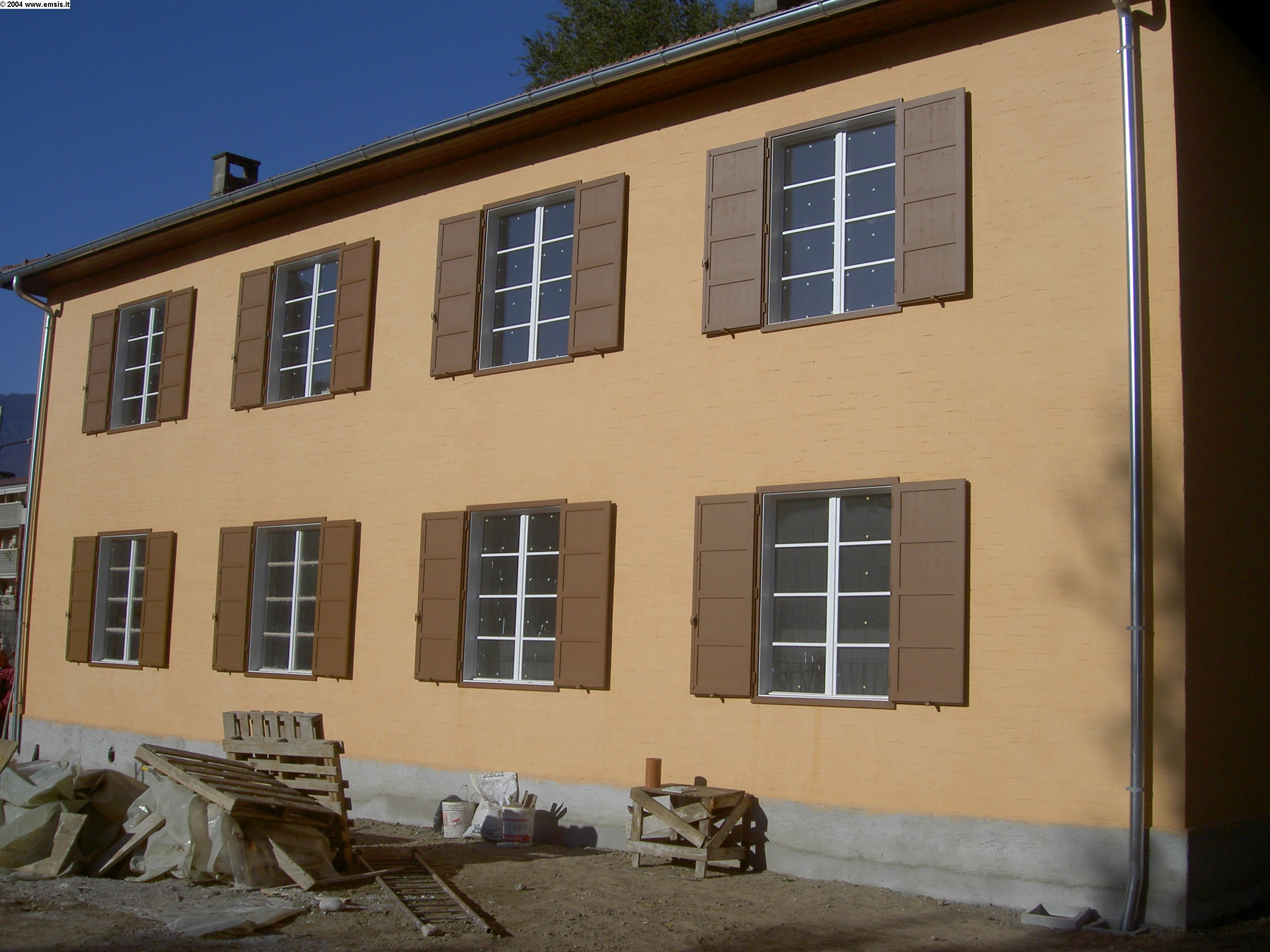
1930年代的建筑

第一次世界大战中意大利战胜了奥匈帝国，1918年博尔扎诺随南蒂罗尔首先被意大利占领，后来被并入意大利。在法西斯主义时期中许多南部的意大利人被移居到博尔扎诺，而许多说德语的博尔扎诺人只有外迁或者彻底意大利化这两个选择。
为了加快意大利化和给意大利人创造就业可能性，在博尔扎诺建立了一个重要的工业区。市内居民数量骤增。为意大利的移民建造了乡村风格的、带一个院子的房子。第二次世界大战后意大利共和国在授予南蒂罗尔自主权之前也继续推广这些政策。今天当地约75%的居民是以意大利语为第一语言的。1928年法西斯政府在市内建造了一座凯旋门作为第一次世界大战胜的标志。
在第二次世界大战中德国占领了南蒂罗尔，在这里设立了一座集中营。通过该集中营共有13列载有意大利犹太人和抵抗者的列车被送往东欧的集中营。德军在阿尔卑斯山脉前麓的指挥部也设在博尔扎诺。

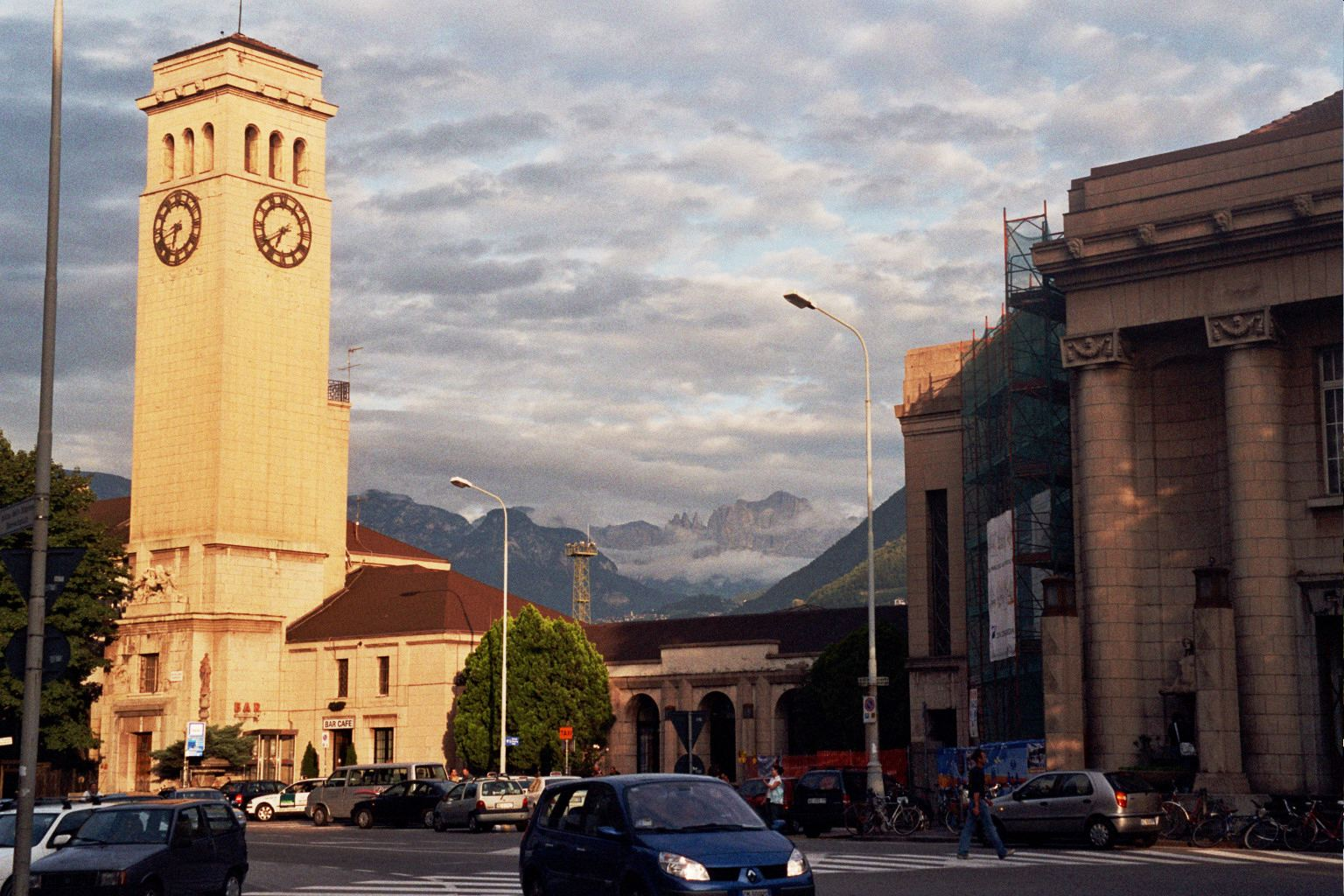
墨索里尼时期建造的火车站

至今为止德语居民和意大利语居民之间的共处依然不是非常太平，有时也很紧张。比如市政府将胜利广场改名为和平广场后一些党派发起了一个市民共投，最后2003年该广场又被改回胜利广场了。
1964年博尔扎诺成为扩张到整个南蒂罗尔的教省的主教驻地。
1991年在南蒂罗尔的阿尔卑斯山脉内发现的冰人奧茨被存放在博尔扎诺的南蒂罗尔考古博物馆中。

## 经济
根据2001年10月22日的统计数据博尔扎诺市内共有61,376名职工，分在11,672个企业内。其中公共企业共有315个，有13,835名职工，占相当大的比例。非牟利機構有2,308名职工。博尔扎诺是南蒂罗尔职工数目最高的地方（梅拉诺占第二位，有35,000名职工）。博爾扎諾地區為整個歐盟甚至世界上最富裕的地區之一，生活水平極高。
博尔扎诺还是南蒂罗尔最大的葡萄酒产地。

## 景点

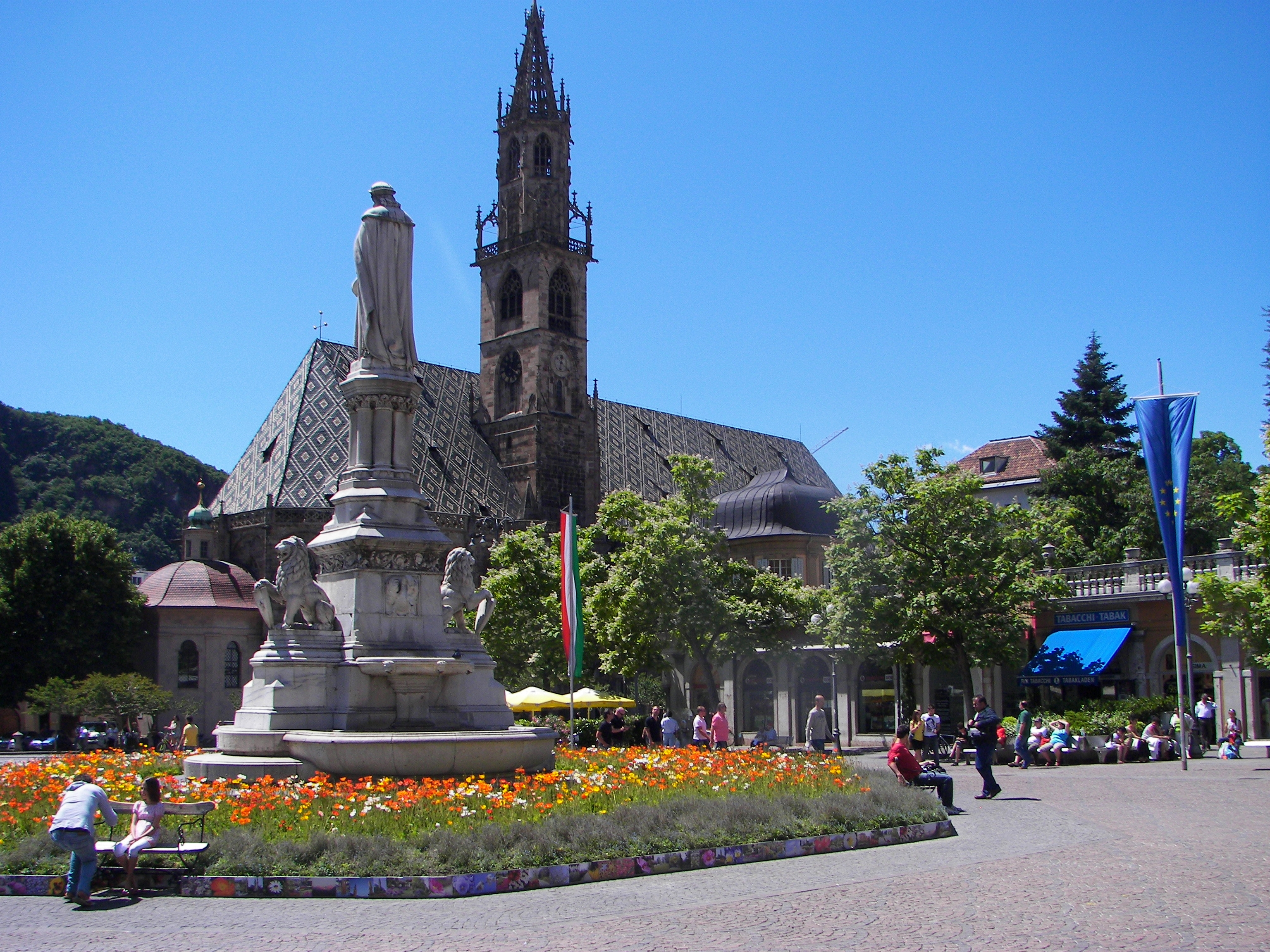
博尔扎诺主教座堂

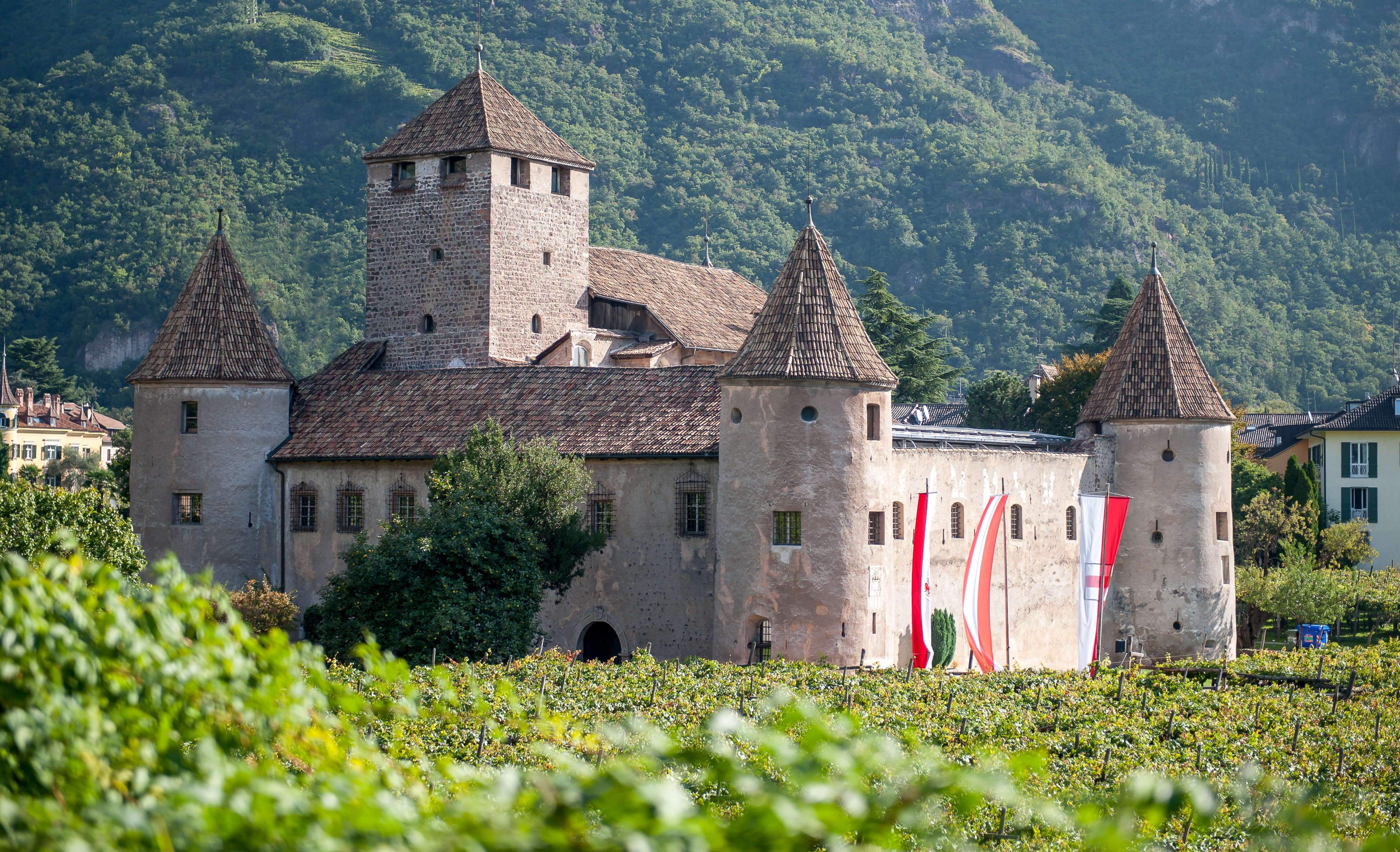
马雷奇城堡

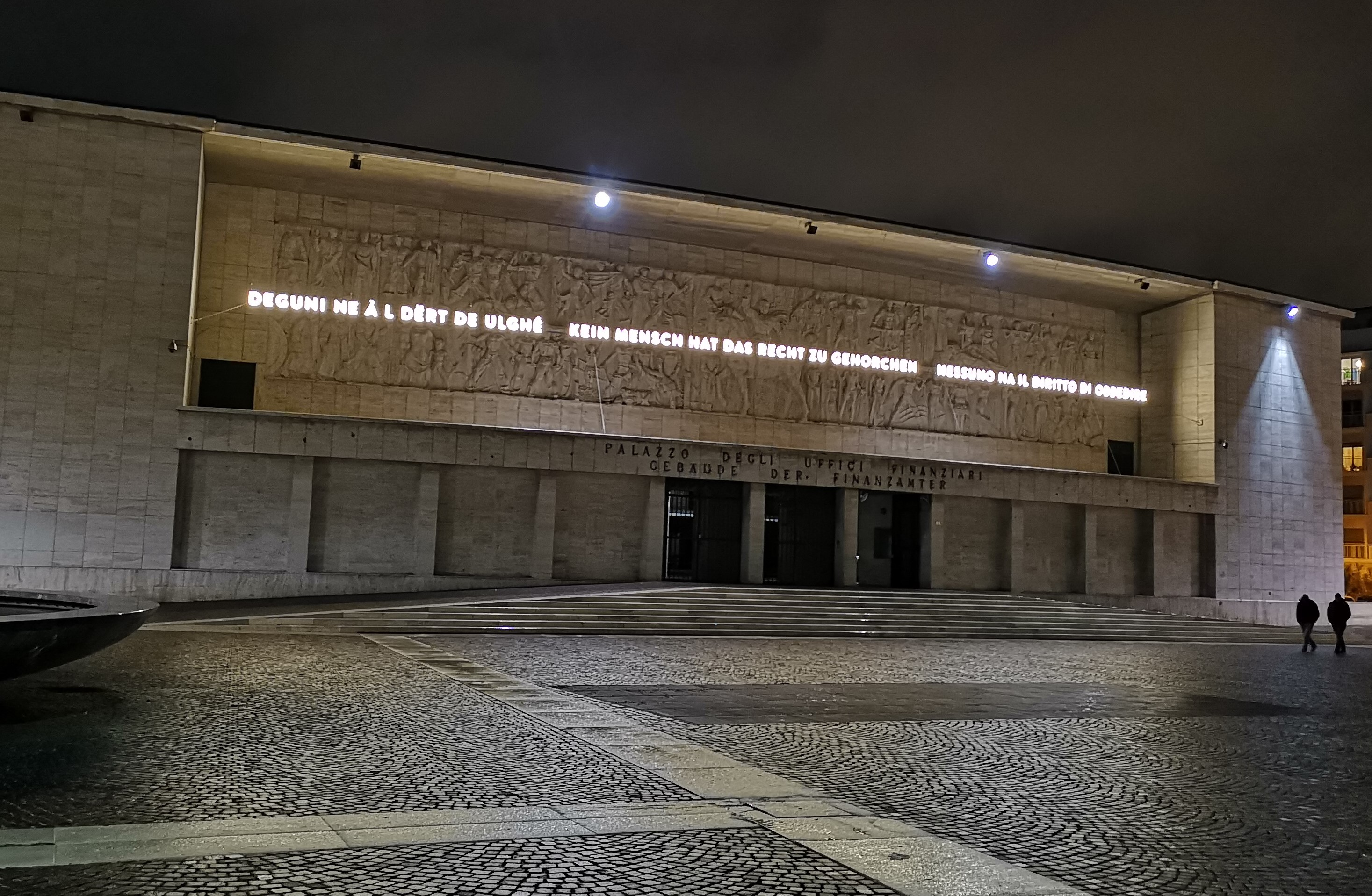
The former Casa del Fascio, now bearing a quotation from Hannah Arendt

该市拥有中世纪的市中心、哥特式和罗马式的教堂，以及双语路牌，赋予它意大利和奥地利文化交汇处的城市气息。这些连同其自然和文化景点，使其成为一个受欢迎的旅游目的地。
主要古迹和景点包括：
- 瓦尔特广场：有瓦尔特·冯·德·福格尔魏德的雕像，和一首德国恋歌
- 拱廊巷（Laubengasse、Via dei Portici），在市中心，长300米，整条街都是中世纪的拱廊，现在开设无数的高街商店
- 南蒂罗尔考古学博物馆
- 缪斯之殿，博尔扎诺现当代艺术博物馆
- 哥特式的博尔扎诺主教座堂，始建于1184年，14世纪由建筑师马丁和彼得·希奇扩建，16世纪初由汉斯·卢茨·冯·舒森里德完成
- 格里斯堂区老教堂，有迈克尔·帕彻的祭坛画
- 本笃会穆里修道院，有马丁·诺勒的巴洛克绘画。
- 多明我会教堂，13世纪教堂，有14世纪哥特式湿壁画
- 各种城堡，包括马雷奇城堡、朗克斯騰城堡和西格蒙德城堡
- 胜利纪念碑，由贝尼托·墨索里尼下令建于1928年，是意大利法西斯主义和德国纳粹主义两个独裁统治背景下地区历史永久展览的遗址site[1]
- 原法西斯之家（Casa del Fascio）[2]
- 莱茵霍尔德·梅斯纳尔的梅斯纳尔山峰博物馆

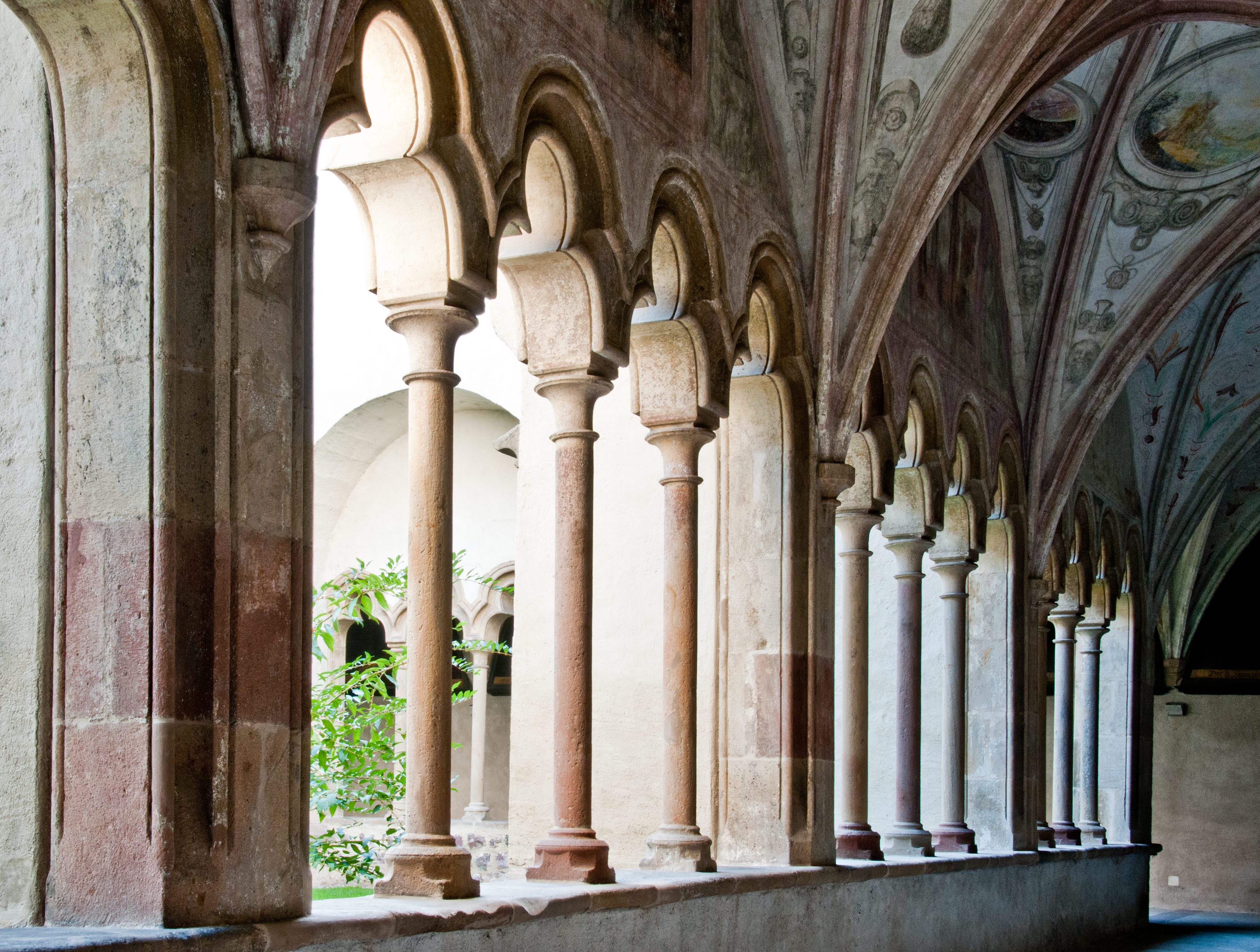
Franciscan Friary, Bolzano
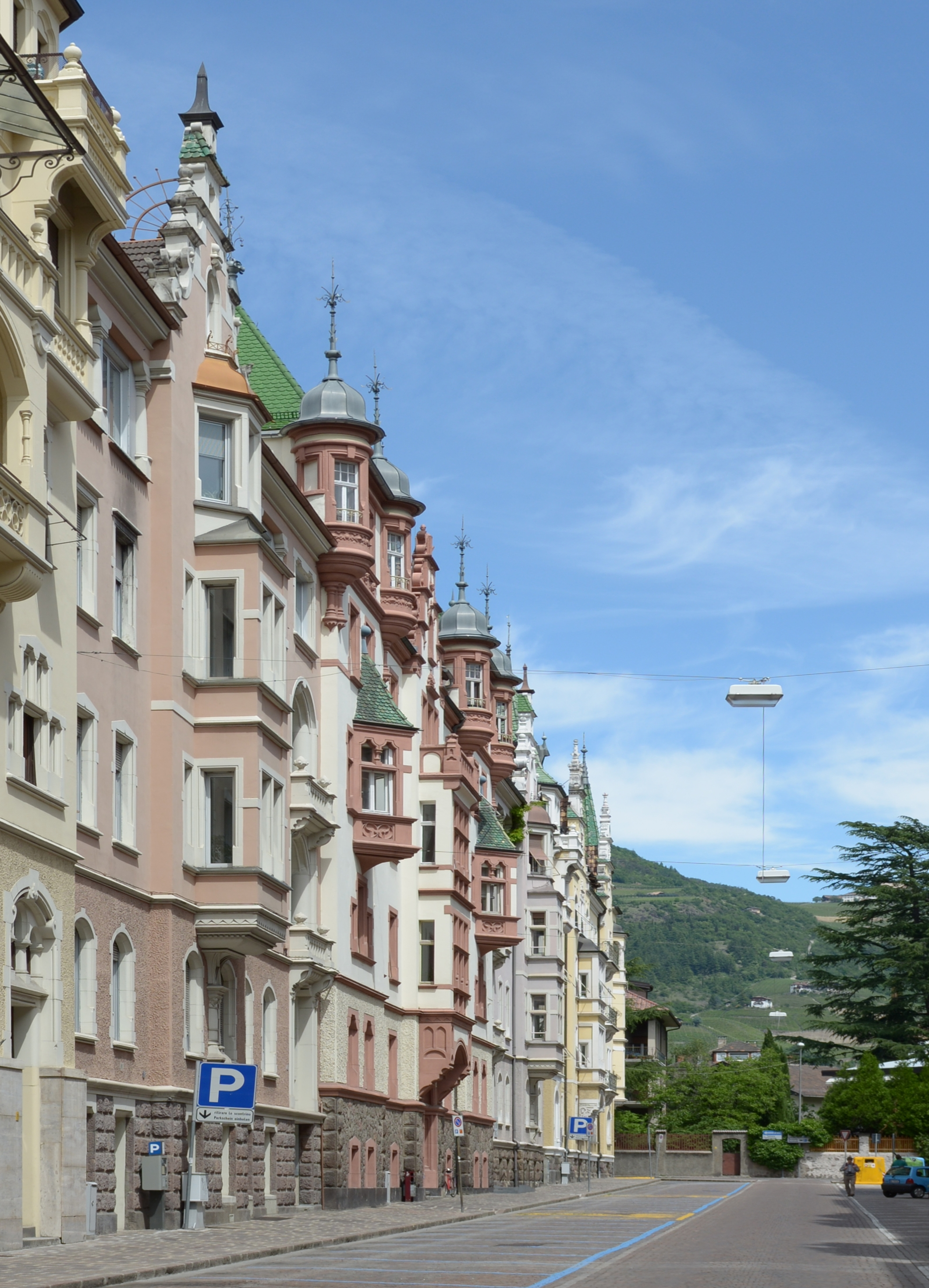
Sparkassenstraße
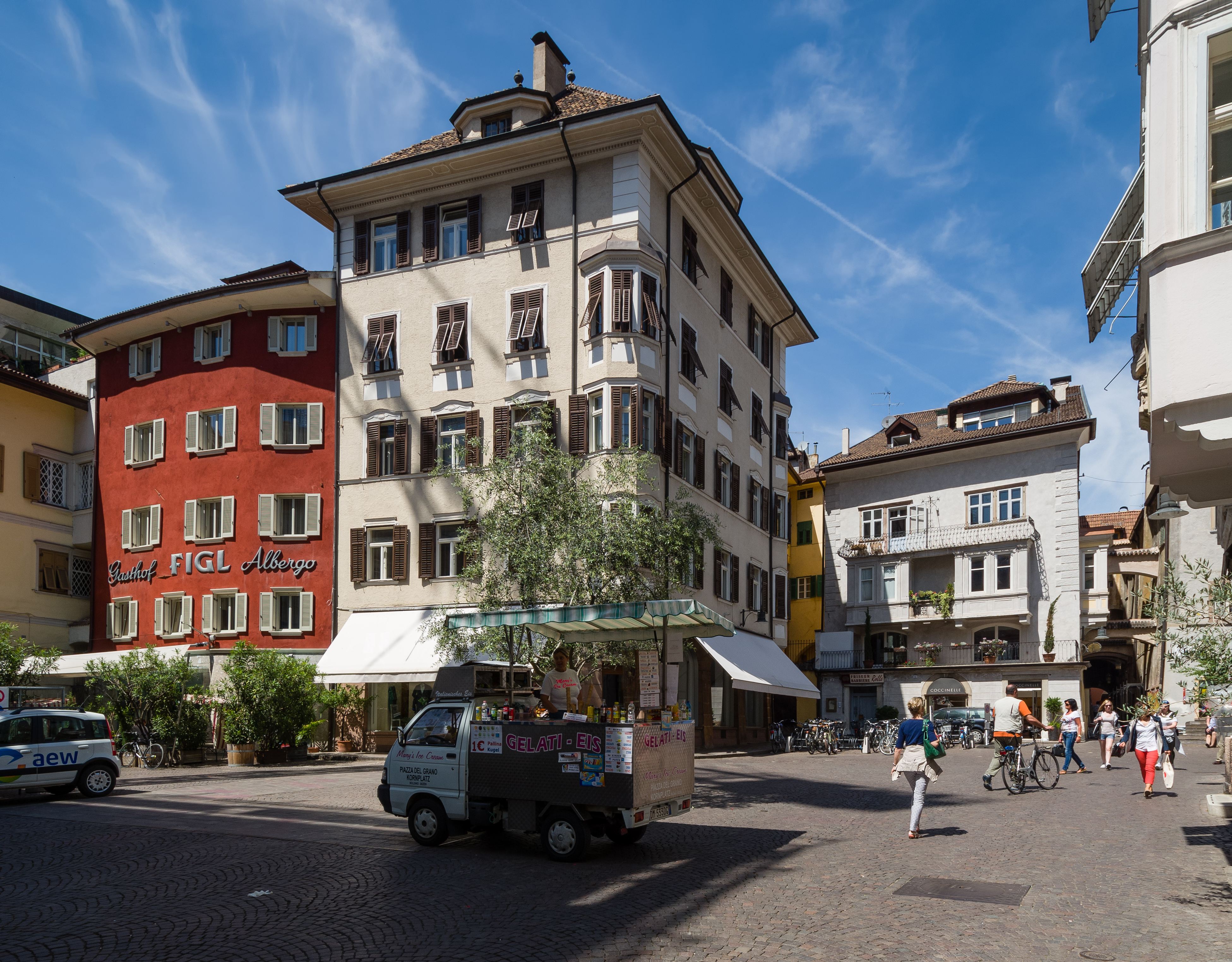
Kornplatz
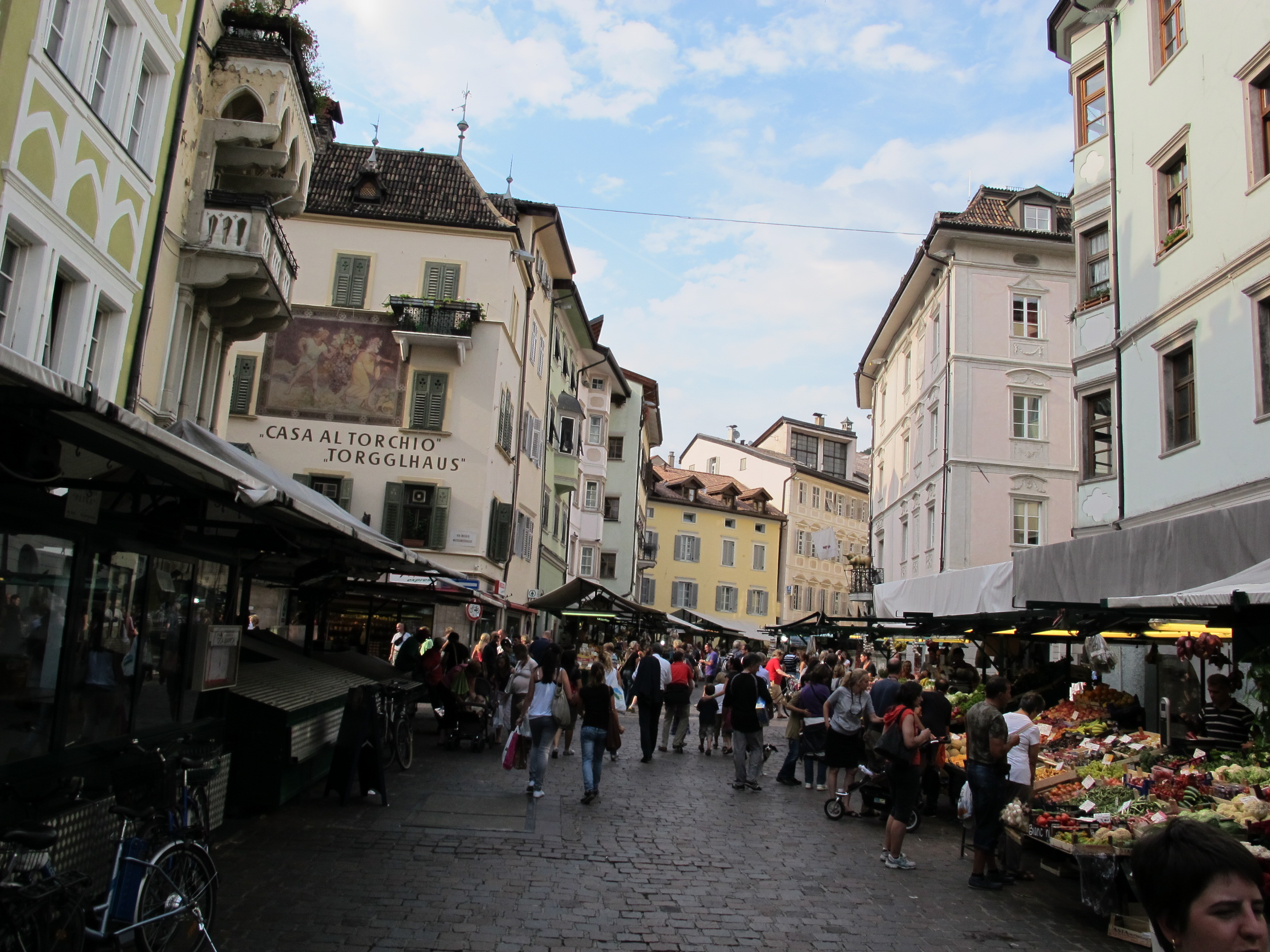
水果广场
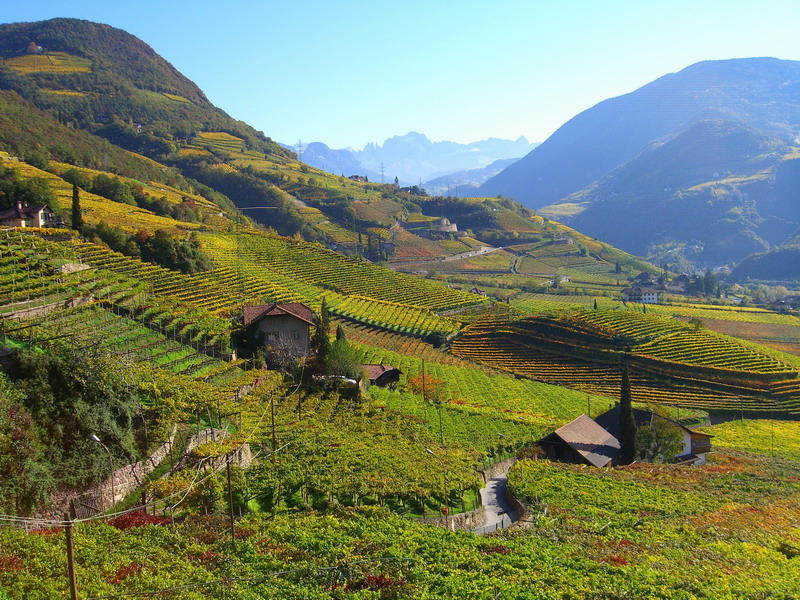
St. Magdalena with the Rosengarten group
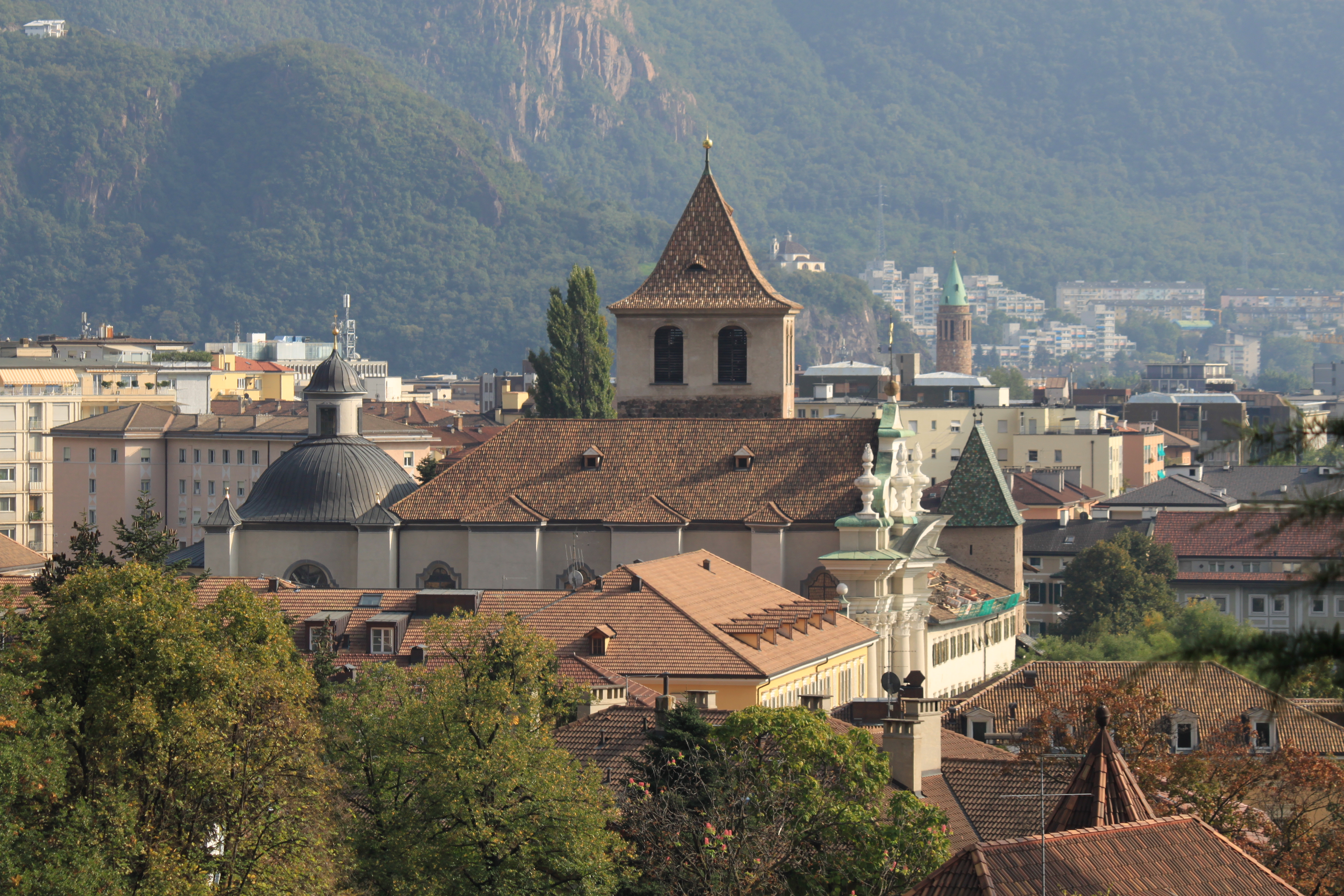
Muri-Gries
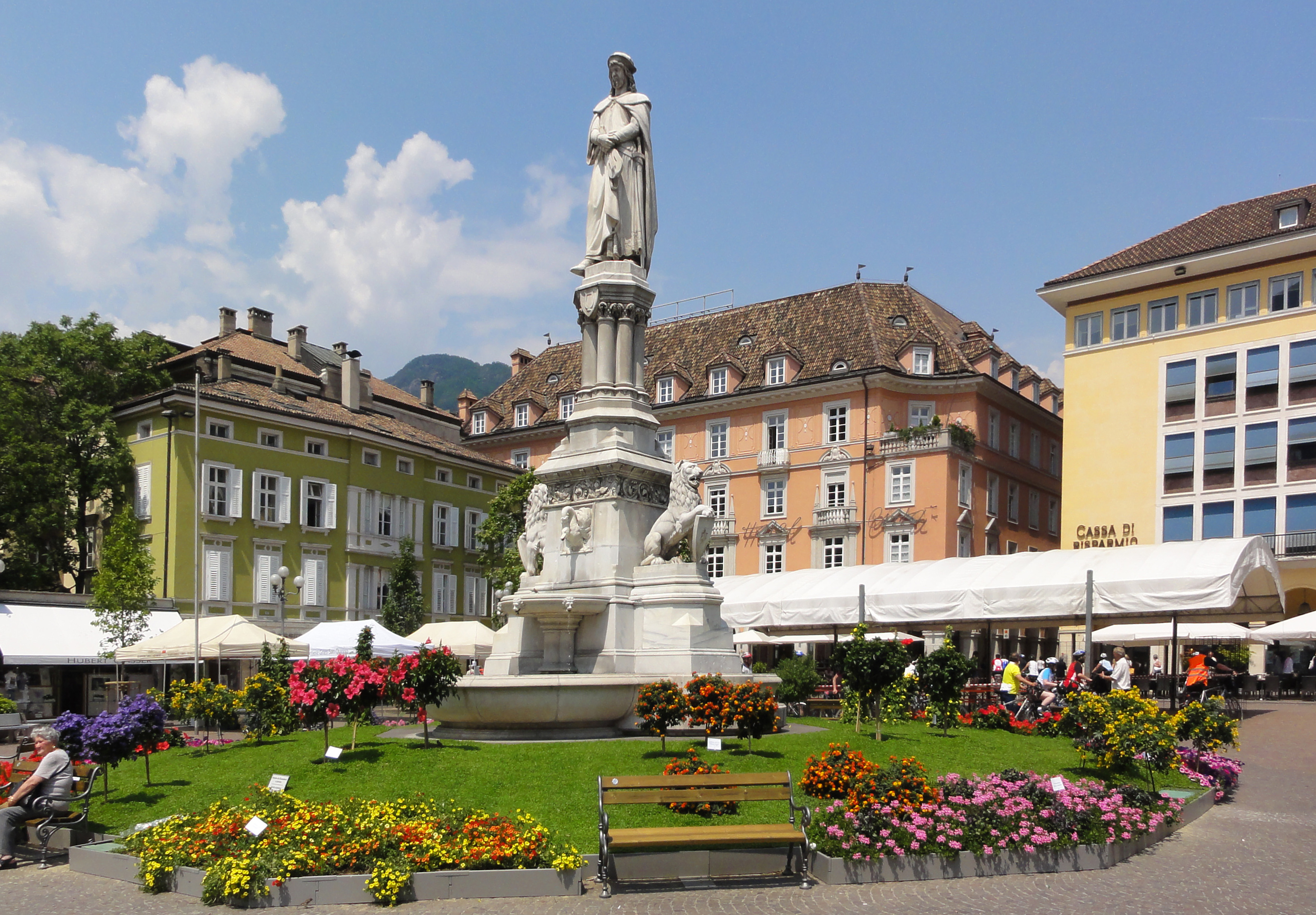
瓦尔特·冯·德·福格尔魏德雕像

## 文化

### 博物馆

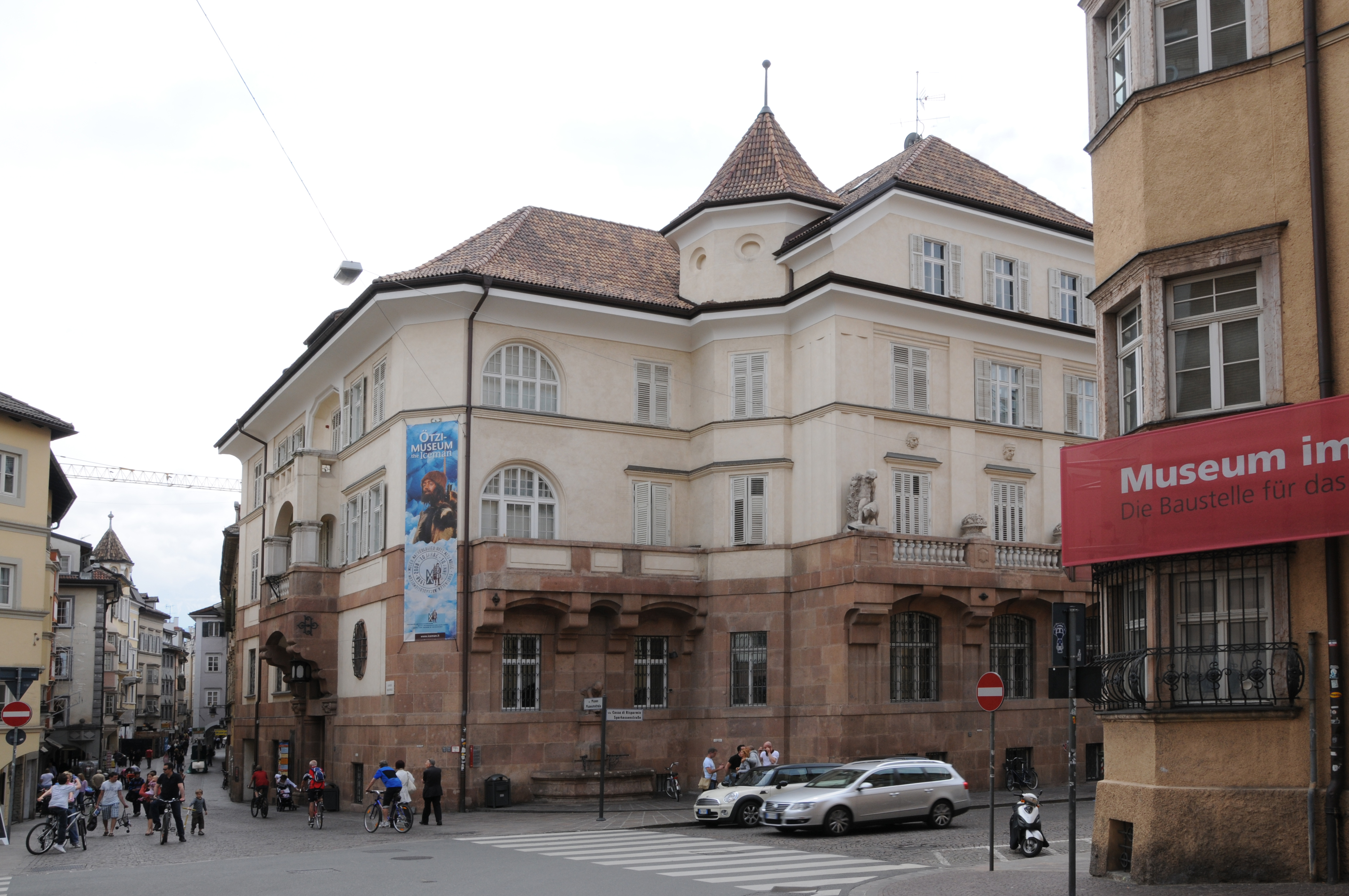
南蒂罗尔考古学博物馆

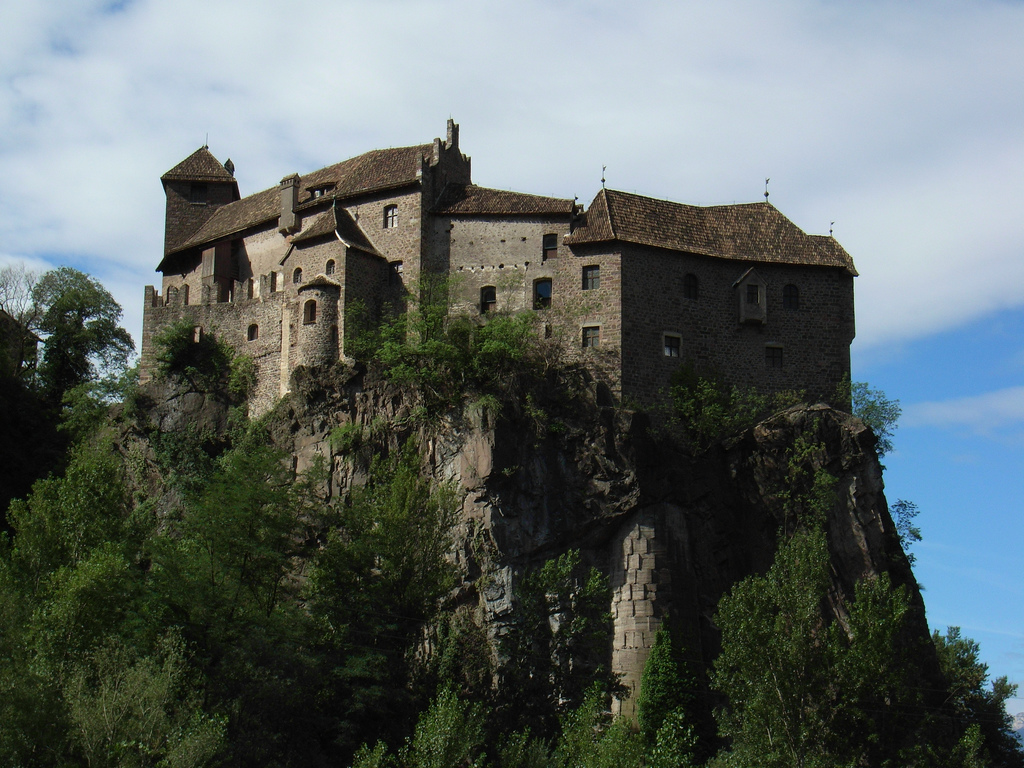
朗克斯騰城堡

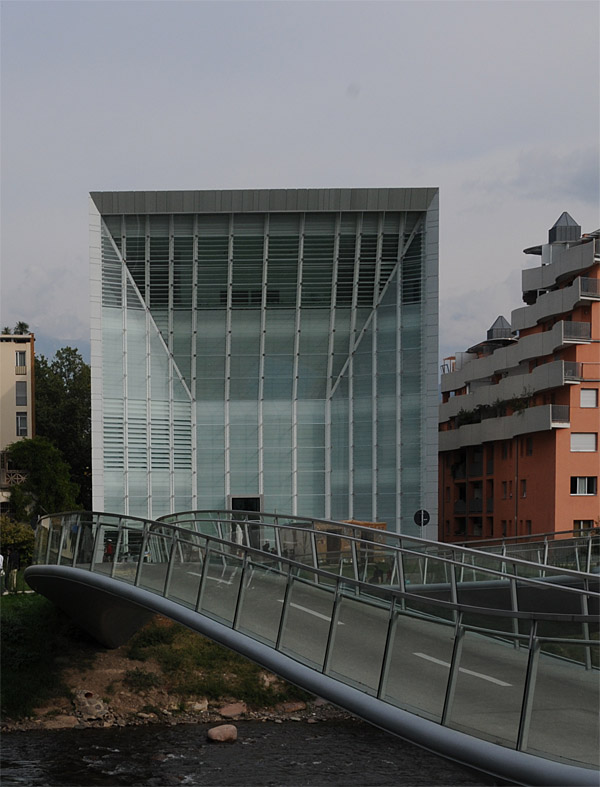
缪斯之殿

- 南蒂罗尔考古学博物馆，是冰人奧茨的展出地点，意大利的顶级考古博物馆之一。
- 朗克斯騰城堡，由弗里德里希和贝拉尔·冯·旺根兄弟于1237年建造。这座城堡以中世纪的连环壁画而闻名。
- 博尔扎诺市立博物馆，藏品包括来自南蒂罗尔各地的绘画、雕塑、祭坛和日常物品。博物馆只展出一部分珍贵的藏品。博物馆建于1905年，目前正处于扩建的规划阶段，将来准备完全开放。
- 南蒂罗尔自然博物馆，致力于地质、动植物等领域。展览展示了南蒂罗尔地貌的形成，例如多洛米蒂山, 以及来自南蒂罗尔地区的自然科学收藏品。
- 缪斯之殿，博尔扎诺现当代艺术博物馆。成立于1985年，自2008年起，总部设在塔尔弗维森。其现代立方体建筑，是由克鲁格、舒伯特、范德莱克建筑师事务所（KSV）设计。
- 博尔扎诺商业博物馆，讲述了博尔扎诺的经济史，及其在中欧作为南北方之间桥梁的重要性。博物馆曾经是原商业裁判官的驻地。它还记录了交易会及其对贸易城市的意义。
- 博尔扎诺学校博物馆，记录自1774年玛丽亚·特蕾西娅皇后实行义务教育以来，南蒂罗尔学校的发展情况。这个博物馆的特色包括：1920年代意大利化时期的地下墓穴学校（Katakombenschule），以及关于梅拉诺附近的犹太学校住宅的文件。
- 博尔扎诺主教座堂宝库，成立于2007年，靠近博尔扎诺主教座堂。博物馆展示了宗教艺术，如18世纪的绘画。
- MMM 菲尔米安，是南蒂罗尔登山家莱茵霍尔德·梅斯纳尔的梅斯纳尔山峰博物馆项目的六个地点之一，设于西格蒙德城堡，也是整个项目的总部。这个博物馆的主题是登山史和登山艺术，展示人与山之间的联系。此外，还展示莱茵霍尔德·梅斯纳尔探险的经历、收藏和回忆。
- 半农村房屋，是20世纪30年代为工厂工人在半农村地区建造的许多房屋之一。记录了这个地区在20世纪80年代的发展情况。
- “BZ '18–'45: 一个纪念碑，一个城市，两个独裁”文献中心，位于胜利纪念碑下方，记录了意大利法西斯主义时期和1943年后德国纳粹主义时期博尔扎诺和南蒂罗尔的人口。这是在贝尼托·墨索里尼统治时期意大利第一个从事法西斯主义工作的博物馆。2016年，博物馆因展示这一敏感主题而获得欧洲年度博物馆奖评委会的很多认可[3][4] 。
- 德鲁苏斯博物馆，位于格里塞霍夫养老院，展示考古遗迹，如罗马古代的壁画和花瓶。残存的墙壁属于原神庙建筑群。在此发现了公元1世纪的几件文物，展示了当时的罗马人在布尔扎诺的生活。[5]。

### 影剧院

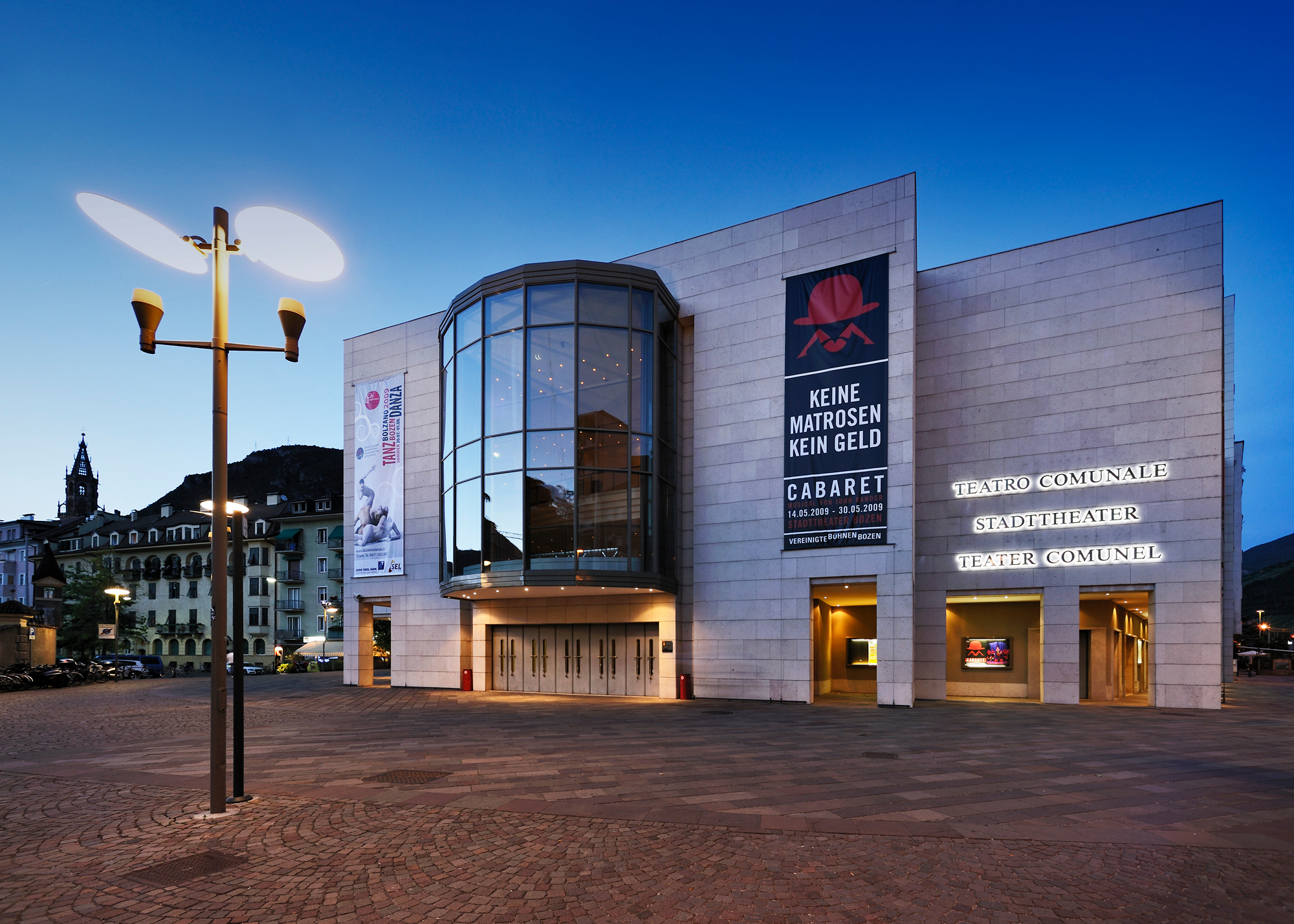
新博尔扎诺剧院

- 博尔扎诺剧院：新的城市剧院于1999年开业，由建筑师马可·扎努索的设计。长期以来，这个城市没有城市剧院，因为旧剧院已在第二次世界大战中被摧毁。它是博尔扎诺联合舞台（VBB）的所在地，有2个厅。剧院以意大利语和德语演出。
- 博尔扎诺音乐厅，于1999年开业，是博尔扎诺和特伦托海顿管弦乐团的所在地。著名的布索尼国际钢琴比赛每两年在这里举行一次。费鲁乔·布索尼国际钢琴比赛在礼堂举行。
- 瓦尔特·冯·德·福格尔魏德文化之家（Haus der Kultur Walther von der Vogelweide）, 是一个剧院，大部分表演使用德语。它位于市中心，可容纳约500人。
- 克里斯塔洛剧院，位于达尔马蒂安街，大部分演出使用意大利语。
- 格里斯城市剧院（Stadttheater Gries）位于格里斯-奎林区，可容纳371人。演出使用德语和意大利语。
- 庭院剧院（Theater im Hof），位于水果广场（Obstplatz），是专门的儿童和青少年剧院。剧场的另一个焦点是“剧院里的女人”。

## 交通
博尔扎诺位于意大利22号高速公路上，因此是处于一条南北大动脉上。从这里向北可以直接到达因斯布鲁克和慕尼黑，向南到达米兰、威尼斯和罗马城。一条铁路通往梅拉诺，此外它还有一座机场。地区性的公共汽车开往南蒂罗尔所有地区和山谷。过去市内和近郊的公共交通是通过有轨电车联系的，最早的有轨电车是1909年开设的，但是1948年又关闭了，最晚的有轨电车是1966年关闭的。两个近郊的镇是通过缆车联系的。今天市内交通由烧天然气的公共汽车完成。老城区内禁止开私人汽车。除此之外在近年来市内和市周围的自行车路不断完善。这些自行车路全部是双向的。由于其系统完好市内的自行车占总交通量的23%。

## 文化和教育
由于博尔扎诺市内居民使用三种语言（德语、意大利语和拉登語）以及拥有不同的信仰因此市内有许多学校。
1954年南蒂罗尔文化研究所成立。
博尔扎诺自由大学于1998年开设，它提供三种语言（德语、意大利语和英语）的学业，此外市内还有一个博尔扎诺欧洲科学院，其重点是少数民族语言和环境科学。另一座高等学校是卫生职业高校。

### 音乐
2008年博尔扎诺的铜管乐队代表南蒂罗尔参加奥地利吹奏乐比赛并获得第一名。

## 现状
自从博尔扎诺自由大学建立以来城市发生了巨大的变化，市内的酒店和文化生活变多了，但是也导致了一些当地居民的不满。2005年春和夏一些酒店甚至不得不提早关门。
此外越来越多的外国移民来到博尔扎诺。由于博尔扎诺本来内部就已经有德语和意大利语居民之间的矛盾，因此他们的进入更加加剧了不和。2004年成立了一个外国人顾问委员会来参谋市议会。
2004年在市郊建造一座大型购物中心的计划终于彻底被推翻。在火车站内设立一个购物中心的计划至今为止也未能实现。南蒂罗尔的城市布局方针限制在市郊设立大型市场，而是促进市中心的贸易。
从2004年开始在市内建造两座大型电影院，2005年一座老电影院关闭。目前市内只有四个放映场以及一些偶尔放映电影的场地。每年四月市内举办“博尔扎诺电影日”。
2005年5月的选举中产生的市长属于自由之家，而议会的多数党派则是橄榄树联盟与南蒂罗尔人民党组成的联盟。2005年6月市长因此被免职，在11月6日的选举中中左联盟的候选人在第一轮以50.36%的票数获选，最强党为南蒂罗尔人民党，获得了50个市议员席位的11席。

## 友好城市
- 匈牙利索普朗（1990年）

## 名人
- 路德维希·图伊勒，作曲家（1861年—1907年）
- 克劳斯·迪比亚西，跳水运动员（1947年—）
- 安托内拉·贝鲁蒂，自行车运动员（1968年—）
- 塔妮雅·卡尼奥托，跳水运动员（1985年—）